# Téras
Téras è il sesto album in studio del gruppo musicale black metal svedese Naglfar, pubblicato nel 2012 dalla Century Media Records.

## Tracce
Testi e musiche di Naglfar.
1. Téras – 2:16
2. Pale Horse – 3:38
3. III: Death Dimension Phantasma – 4:15
4. The Monolith – 6:33
5. An Extension of His Arm and Will – 4:46
6. Bring Out Your Dead – 4:48
7. Come, Perdition – 5:42
8. Invoc(H)ate – 4:24
9. The Dying Flame of Existence – 8:11
10. Tired Bones (bonus track nell'edizione in vinile) – 5:12

## Formazione
- Andreas Nilsson – chitarra
- Kristoffer Olivius – voce
- Dirk Verbeuren - batteria
- Marcus Norman - chitarra, basso, tastiere